# Hoàng Xuân Lãm
Hoàng Xuân Lãm (1928 – 2017) nguyên là một tướng lĩnh gốc Kỵ binh của Quân lực Việt Nam Cộng hòa, cấp bậc Trung tướng. Ông xuất thân từ những khóa đầu tiên tại trường Võ bị Liên quân được Quốc gia Việt Nam mở ra ở Cao nguyên miền Trung Việt Nam, tốt nghiệp ông được chọn về Binh chủng Thiết giáp. Ông đã phục vụ ngành chuyên môn của mình từ chức vụ chỉ huy cấp Chi đội tuần tự theo hệ thống chỉ huy đến cấp Trung đoàn. Tuy nhiên, ông chỉ phục vụ trong Binh chủng Thiết giáp một thời gian ngắn (1952 – 1959). Sau đó ông được chuyển sang Tư lệnh đơn vị Bộ binh. Sau cùng là Tư lệnh một Quân đoàn danh tiếng của Quân lực Việt Nam Cộng hòa. Sau chiến trận "Mùa hè đỏ lửa" năm 1972 ông bị cách chức và thuyên chuyển về Bộ Quốc phòng giữ chức vụ không quan trọng.

## Tiếu sử & Binh nghiệp
Ông sinh vào tháng 10 năm 1928 tại Quảng Trị trong một gia đình gia giáo có truyền thống hiếu học. Thiếu thời ông theo cấp Tiểu học ở Quảng Trị. Lên Trung học, ông được gia đình cho vào Huế học tại trường Quốc học. Năm 1948, ông tốt nghiệp Trung học với văn bằng Tú tài bán phần (Part I). Sau đó được bổ dụng về Quảng Trị làm giáo viên Tiểu học cho đến ngày gia nhập quân đội.

### Quân đội Quốc gia Việt Nam
Tháng 9 năm 1950, thi hành lệnh động viên của Quốc gia Việt Nam, ông nhập ngũ vào Quân đội Quốc gia, mang số quân: 48/201.368. Theo học khóa 3 Trần Hưng Đạo tại trường Võ bị Liên quân Đà Lạt,, khai giảng ngày 1 tháng 10 năm 1950. Ngày 25 tháng 6 năm 1951 mãn khóa tốt nghiệp với cấp bậc Thiếu úy hiện dịch. Ra trường, ông được chuyển quân số về Chi đoàn 4 Thám thính Xa với chức vụ Chi đội phó, đồn trú ở Cao nguyên Trung phần. Ngày 1 tháng 10 năm 1952, ông được cử theo học khóa căn bản Thiết giáp tại Trung tâm Huấn luyện Thiết giáp Viễn Đông của Quân đội Pháp tại Cap Saint Jacquues (Vũng Tàu) trong thời gian 6 tháng. Ngày 1 tháng 4 năm 1953, mãn khóa học căn bản ông trở về Chi đoàn 4. Ngày 25 tháng 6 cùng năm, ông được thăng cấp Trung úy giữ chức vụ Chi đội trưởng thuộc trong Chi đoàn 4. Cuối năm, ông tiếp tục được cử đi du học khóa cao cấp Thiết giáp tại trường Kỵ binh Saumur, Pháp. Giữa năm 1954 mãn khóa về nước. Sau Hiệp định Genève (20 tháng 7 năm 1954), ông được thăng cấp Đại úy giữ chức vụ Chi đoàn trưởng Chi đoàn 4 tham gia Chiến dịch chống quân phiến loạn Bình Xuyên.

### Quân đội Việt Nam Cộng hòa
Tháng 10 năm 1955, ngay sau nền Đệ nhất Cộng hòa ra đời, chuyển biên chế sang Quân đội Việt Nam Cộng hòa, ông được thăng cấp Thiếu tá giữ chức vụ Trung đoàn trưởng Trung đoàn 1 Kỵ binh thay thế Thiếu tá Vĩnh Lộc
Đầu tháng 5 năm 1957, ông được lệnh bàn giao Trung đoàn 1 Thiết giáp lại cho Đại úy Dương Hiếu Nghĩa. Cuối tháng 5, ông được thăng cấp Trung tá và được cử giữ chức vụ Chỉ huy trưởng Bộ chỉ huy Thiết giáp tại trại Trần Hưng Đạo thay thế Trung tá Dương Ngọc Lắm. Cuối năm 1958, ông nhận lệnh bàn giao Bộ chỉ huy Thiết giáp lại cho Thiếu tá Nguyễn Văn Thiện để đi du học khóa Tham mưu cao cấp tại Học viện Fort Leavenworth, Kansas, Hoa Kỳ (khóa 1959-1). Giữa năm 1959 mãn khóa về nước, ông được cử làm Trưởng khối Huấn luyện tại trường Đại học Quân sự ở Sài Gòn.
Tháng 2 năm 1963, ông được thăng cấp Đại tá và được bổ nhiệm chức vụ Tư lệnh Sư đoàn 23 Bộ binh (Bộ Tư lệnh Sư đoàn đặt tại Thị xã Ban Mê Thuột) thay thế Đại tá Lê Quang Trọng.. Cấp phó cho ông ở thời điểm này là Đại tá Nguyễn Xuân Thịnh. Người trợ lý, tham mưu cho ông trong suốt thời gian làm chỉ huy tại quân đoàn I là Trung tá Trần Hữu Phước
Ngày 11 tháng 8 năm 1964, ông được thăng cấp Chuẩn tướng. Ngày 14 tháng 10 cùng năm nhận lệnh bàn giao Sư đoàn 23 lại cho Đại tá Tư lệnh phó Nguyễn Xuân Thịnh. Ngay ngày hôm sau chuyển ra Vùng 1 Chiến thuật, ông được bổ nhiệm chức vụ Tư lệnh Sư đoàn 2 Bộ binh thay thế Đại tá Nguyễn Thanh Sằng, Ngày Quốc khánh Đệ nhị Cộng hòa 1 tháng 11 năm 1965 ông được thăng Thiếu tướng tại nhiệm.
Cuối tháng 5 năm 1966, ông được kiêm Tư lệnh Quân đoàn I thay thế Thiếu tướng Huỳnh Văn Cao. Tháng 11 cùng năm bàn giao Sư đoàn 2 lại cho Đại tá Nguyễn Văn Toàn để chính thức giữ chức vụ Tư lệnh Quân đoàn I và Vùng 1 Chiến thuật. Tháng 7 năm 1967 ông được thăng cấp Trung tướng tại nhiệm.
Tháng 2 năm 1971, ông được cử giữ chức Tư lệnh cuộc Hành quân Lam Sơn 719 Đầu tháng 5 năm 1972, sau vụ thất thủ và để mất Quảng Trị, ông được lệnh bàn giao Quân đoàn I lại cho Trung tướng Ngô Quang Trưởng để về Trung ương nhận nhiệm vụ khác. Giữa tháng 5 cùng năm, ông được cử làm Phụ tá Tổng trưởng Quốc phòng Trần Thiện Khiêm và ở chức vụ này cho đến cuối tháng 4 năm 1975.

## 1975
Trưa ngày 29 tháng 4, ông đem theo gia đình, từ Vũng Tàu di tản ra khơi trên Cơ xưởng Hạm Vĩnh Long HQ-802. Hạm trưởng là Hải quân Trung tá Vũ Quốc Công. Sau đó, ông và gia đình được sang định cư tại Thành phố Davis, miền Bắc Tiểu bang California, Hoa Kỳ.
Ngày 2 tháng 5 năm 2017, ông từ trần tại nơi định cư. Hưởng thọ 89 tuổi.

## Gia đình
- Thân phụ: Cụ Hoàng Trọng Thuần
- Thân mẫu: Cụ Hồ Thị Đạt
- Phu nhân: Bà Nguyễn Thị Lê Hồng

Ông bà có năm người con: 1 trai, 4 gái
Hoàng Nguyễn Phương Liên, Hoàng Nguyễn Phương Lan, Hoàng Nguyễn Phương Dung, Hoàng Anh Tuấn, Hoàng Nguyễn Phương Nam.